# 丸和太郎
丸和 太郎（まるわ たろう）は、日本の漫画家、イラストレーターである。
主に『COMICプルメロ』（若生出版）および後継誌の『COMIC BAVEL』（文苑堂）などで成人向け漫画で活動するほか、同人サークル「アトリエ丸和」を主宰している。

## 作品リスト

### 単行本
1. 『少女ノスタルジカ』 （2012年8月9日初版発行〈同日発売[1]〉、若生出版〈ワコーコミックス〉、ISBN 978-4-948714-35-9）
  - 狐の嫁入り （プルメロ 2012年2月号）
  - 夕暮れ時、豆腐屋が通る （プルメロ 2012年6月号）
  - ナイトハイクス （プルメロ 2012年7月号）
  - 星のラブレター 第1話 （プルメロ 2011年7・8月合併号）
  - 星のラブレター 第2話 （プルメロ 2011年10月号）
  - 星のラブレター 第3話 （プルメロ 2011年12月号）
  - 星のラブレター 第4話 （プルメロ 2012年1月号）
  - 暁ニュータウン （プルメロ 2012年5月号）
  - 放課後秘密基地 （プルメロ 2011年1月号）
  - 少女ノスタルジカ （プルメロ 2012年9月号）
2. 『少女ミステリカ』 （2014年4月24日初版発行〈同日発売[2]〉、若生出版〈ワコーコミックス〉、ISBN 978-4-948714-54-0）
  - 少女ミステリカ-前夜祭 （プルメロ 2014年1月号）
  - 少女ミステリカ-後夜祭 （プルメロ 2014年2月号）
  - 恋情ラウドネス （プルメロ 2013年9月号）
  - 囁きは体内の蛇 （プルメロ 2013年7月号）
  - ガール・マリーの庭 （プルメロ 2013年6月号）
  - 少女神秘学 "A"lice 前編 （プルメロ 2013年2月号）
  - 少女神秘学 "A"lice 後編 （プルメロ 2013年4月号）
  - 魔少女CU （プルメロ 2013年12月号）
  - 少女ミステリカ-sunrise （プルメロ 2014年5月号）
  - 少女ミステリカ-sunset （プルメロ 2014年6月号）
3. 『少女カラフル』[3] （2016年6月11日初版発行〈2016年5月30日発売[4]〉、文苑堂〈BAVEL COMICS〉、ISBN 978-4-86117-239-7）
  - 恋は紅い花 （COMIC BAVEL 2015年4月号）
  - 声は風になって （プルメロ 2014年9月号）
  - 甘やかな体 （COMIC BAVEL 2015年2月号）
  - 蒼穹マリオネッタ （COMIC BAVEL 2015年8月号）
  - 黄金色バラッド （COMIC BAVEL 2015年9月号）
  - 翠星のエトワール （COMIC BAVEL 2015年12月号）
  - 少女カラフル～prequel～ （COMIC BAVEL 2016年4月号）
  - 少女カラフル～黒い輝き～ （COMIC BAVEL 2016年6月号）
  - 少女カラフル～白雪が溶ける日～ （COMIC BAVEL 2016年7月号）
4. 『少女イノセント』[5] （2016年6月11日初版発行〈2016年5月30日発売[6]〉、文苑堂〈BAVEL COMICS〉、ISBN 978-4-86117-240-3）
単行本『少女ノスタルジカ』と『少女ミステリカ』が絶版になったので新たにそれらから再編集したセレクト単行本[6]。
  - 少女ノスタルジカ （『少女ノスタルジカ』収録）
  - 夕暮れ時、豆腐屋が通る （『少女ノスタルジカ』収録）
  - ナイトハイクス （『少女ノスタルジカ』収録）
  - 暁ニュータウン （『少女ノスタルジカ』収録）
  - 黄昏町循環系バス停留所 （プルメロ 2012年10月号）
  - 恋情ラウドネス （『少女ミステリカ』収録）
  - 囁きは体内の蛇 （『少女ミステリカ』収録）
  - 少女ミステリカ-前夜祭 （『少女ミステリカ』収録）
  - 少女ミステリカ-後夜祭 （『少女ミステリカ』収録）
  - 少女ミステリカ-sunrise （『少女ミステリカ』収録）
  - 少女ミステリカ-sunset （『少女ミステリカ』収録）
5. 『すべてをあなたに』[7] （2018年8月31日発売[8]、文苑堂〈BAVEL COMICS〉、ISBN 978-4-86117-301-1）
  - しあわせの双房[9] （COMIC BAVEL 2016年12月号）
  - 素直な口唇 （COMIC BAVEL 2017年4月号）
  - 青春パラフィリア （COMIC BAVEL 2017年7月号）
  - みせられて… （COMIC BAVEL 2017年12月号）
  - 勾配のヴィーナス （COMIC BAVEL 2018年2月号）
  - 賢者の贈り物 （COMIC BAVEL 2018年5月号）
  - 瑠璃伊江島純愛歌 （COMIC BAVEL 2018年8月号）
  - すべてをあなたに （COMIC BAVEL 2018年10月号）

### 単行本未収録作品
出典：お仕事一覧 - ウェイバックマシン（2020年10月22日アーカイブ分）
- ちっちゃな勇気とおっきな○んぽ （一水社『ふたなりエクセレント! 3』、2009年12月）
- ドピュりなさい （プルメロ 2010年2月号）
- おまつりわっしょい （プルメロ 2010年3月号）
- 真っ赤ほっぺ （プルメロ 2010年6月号）
- 夜這いもうと （K-BOOKS『萌絵スタH 創刊号』、2010年6月）
- 陥落義父娘 （とらのあな『真髄early summer ver.4』、2010年6月）
- あの町小町 京都編 （プルメロ 2010年8月号）
- あの町小町 栃木編 （プルメロ 2010年10月号）
- before Sunrise （コアマガジン『コミックメガストアH』 2010年12月号）
- before Sunset （コミックメガストアH 2011年1月号）
- あの町小町 北海道編 （プルメロ 2011年3月号）
- 蜜月トリニタス （ワニマガジン社『COMIC快楽天BEAST』 2011年3月号）
- 馴情可憐 （茜新社『COMIC天魔』 2011年4月号）
- あの町小町 福岡編 （プルメロ 2011年5月号）
- この研究室に住むヒトへ （COMIC BAVEL 2019年1月号）

### 表紙イラスト
- コミックマグナム Vol.19 （DMMコミックス 2010年11月）[10]
- COMIC BAVEL （2015年4月号、9月号、12月号、2016年7月号、2017年7月号、12月号、2018年5月号）

プルメロでは一度も表紙を担当することがなかったが、休刊前に発行が予定されていた「2014年12月号」では表紙を担当する予定だった。なお、表紙となる予定だったイラストは、COMIC BAVEL 2015年4月号にピンナップとして掲載された。